# Classe Galicia
La classe Galicia è una classe di due Landing Platform Dock (LPD) (in spagnolo: Buque de Asalto Anfibio (BAA))  in servizio nell'Armada Española; le due unità sostituiscono i due precedenti Attack transport della classe Paul Revere (USS Paul Revere (APA/LPA-248) e USS Francis Marion (APA/LPA-249)) ricevuti nel 1980 dalla United States Navy.

La classe Galicia nasce da un progetto congiunto della marina spagnola e di quella olandese all'inizio degli anni 90 per dotarsi di navi da trasporto anfibio; il risultato di questo programma è il design Enforcer.

Dal design Enforcer i due paesi realizzeranno 4 navi: le 2 unità della classe Galicia per l'Armada Española realizzate dalla Navantia e le 2 della classe Rotterdam per la Koninklijke Marine realizzate dalla Koninklijke Schelde.

In seguito il design Enforcer verrà utilizzato dalla Swan Hunter e dalla BAE Systems Naval Ships per realizzare le 4 unità della classe Bay per la Royal Fleet Auxiliary.

## Unità
| Nome            | Costruttore      | Impostazione | Varo           | In servizio    | Stato  | Sostituisce     |
| --------------- | ---------------- | ------------ | -------------- | -------------- | ------ | --------------- |
| Galicia (L-51)  | Navantia, Ferrol | 1995         | 21 luglio 1997 | 29 aprile 1998 | Attiva | Castilla (L-21) |
| Castilla (L-52) | Navantia, Ferrol | maggio 1997  | giugno 1999    | 29 giugno 2000 | Attiva | Aragón (L-22)   |